# Gilles Latulippe
Gilles Latulippe (Montreal, 31 de agosto de 1937 — Montreal, 23 de setembro de 2014) foi um ator canadense, comediante e diretor de teatro e gerente. Latulippe é uma figura central na história do teatro cômico em Quebec. Em 1998, ele foi nomeado o ator favorito do Quebec pelo tabloide diário Le Journal de Montréal.

## Biografia
Latulippe nasceu em Montreal, Quebec e faleceu de câncer de pulmão em sua cidade natal.